# Костино (Жарковский район)
Костино — деревня в Жарковском районе Тверской области. Входит в состав Новосёлковского сельского поселения.

## География
Деревня расположена в западной части района на берегу реки Межа. Находится на расстоянии примерно 35 км от посёлка Жарковский. Ближайший населённый пункт — деревня Дубоцкое.

## Население
| 2010 |
| ---- |
| 71   |

В 2002 году население деревни составляло 99 человек.
Национальный состав
Согласно результатам переписи 2002 года, в национальной структуре населения русские составляли 98 % от жителей.